# Пушкинский сельсовет (Оренбургская область)
Пушкинский сельсовет — сельское поселение в Красногвардейском районе Оренбургской области Российской Федерации.
Административный центр — посёлок Пушкинский.

## История
9 марта 2005 года в соответствии с законом Оренбургской области № 1901/343-III-ОЗ образовано сельское поселение Пушкинский сельсовет, установлены границы муниципального образования.

## Население
| 2010  | 2012  | 2013  | 2014  | 2015  | 2016  | 2017  |
| ----- | ----- | ----- | ----- | ----- | ----- | ----- |
| 1248  | ↘1212 | ↘1186 | ↘1147 | ↘1103 | ↘1063 | ↘1044 |
| 2018  | 2019  | 2020  | 2021  |       |       |       |
| ↘1012 | ↘990  | ↘952  | ↘920  |       |       |       |

## Состав сельского поселения
| № | Населённый пункт | Тип населённого пункта          | Население |
| - | ---------------- | ------------------------------- | --------- |
| 1 | Пушкинский       | посёлок, административный центр | 628       |
| 2 | Старобогдановка  | село                            | 204       |
| 3 | Юлты             | село                            | 306       |
| 4 | Юринский         | посёлок                         | 110       |

## Археология
- В середине июня 2009 года в окрестностях села Юлты подростками в обрыве реки Ток были найдены человеческие кости вместе с каменным трапециевидным предметом. По требованию набожных родителей-мусульман подростки запаковали куски черепа, кости и обломки кремнёвых предметов в коробку от утюга и отвезли самодельный «саркофаг» на старинное башкирское кладбище бывшего села Исмагилово в 3,8 км к востоку от села Юлты. Черепа из могильника Красноярка, расположенного к северо-востоку от села Юлты на правом берегу реки Ток, археологи относят к эпохе энеолита (4035—3992 гг. до н. э.)[14].